# Буритизейру
Буритизейру (порт. Buritizeiro) — муниципалитет в Бразилии, входит в штат Минас-Жерайс. Составная часть мезорегиона Север штата Минас-Жерайс. Входит в экономико-статистический микрорегион Пирапора. Население составляет 26 959 человек на 2006 год. Занимает площадь 7225,595 км². Плотность населения — 3,7 чел./км².

## История
Город основан 3 марта 1963 года. 

## Статистика
- Валовой внутренний продукт на 2003 год составляет 96 690 878,00 реалов (данные: Бразильский институт географии и статистики).
- Валовой внутренний продукт на душу населения на 2003 год составляет 3652,16 реалов (данные: Бразильский институт географии и статистики).
- Индекс развития человеческого потенциала на 2000 год составляет 0,659 (данные: Программа развития ООН).

## География

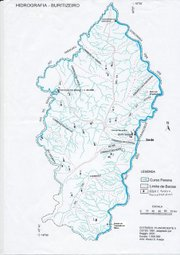

Климат местности: тропический.